# Сариле-Катун (Бузау)
Сариле-Катун (рум. Sările-Cătun) насеље је у Румунији у округу Бузау у општини Сарулешти. Oпштина се налази на надморској висини од 446 m.

## Становништво
Према подацима из 2002. године у насељу је живело 21 становника, од којих су сви румунске националности.